# Ferrari F2002
O F2002 é o modelo da Ferrari das temporadas de 2002 e da primeira até a quarta prova de 2003 da Fórmula 1. Condutores: Michael Schumacher e Rubens Barrichello. Com o chassi F2002, a equipe conquistou o Mundial de Pilotos com Schumacher e de Construtores em 2002 e com esse chassi, a equipe utilizou em 2003 nos GPs: Austrália, Malásia, Brasil e San Marino. 

## Resultados[1]
(legenda) (em negrito indica pole position e itálico volta mais rápida)
| Ano  | Chassi | Motor           | Pneus | N° | Pilotos             | 1   | 2   | 3   | 4   | 5   | 6   | 7   | 8   | 9   | 10  | 11  | 12  | 13  | 14  | 15  | 16  | 17  | Pontos      | Posição |  |
| ---- | ------ | --------------- | ----- | -- | ------------------- | --- | --- | --- | --- | --- | --- | --- | --- | --- | --- | --- | --- | --- | --- | --- | --- | --- | ----------- | ------- |  |
|      |        |                 |       |    |                     |     |     |     |     |     |     |     |     |     |     |     |     |     |     |     |     |     |             |         |  |
|      |        |                 |       |    |                     | AUS | MAL | BRA | SMR | ESP | AUT | MON | CAN | EUR | GBR | FRA | GER | HUN | BEL | ITA | USA | JAP |             |         |  |
| 2002 | F2002  | Ferrari 051 V10 | B     | 1  | Michael Schumacher* |     |     | 1   | 1   | 1   | 1   | 2   | 1   | 2   | 1   | 1*  | 1   | 2   | 1   | 2   | 2   | 1   | 207*1 (221) | 1°      |  |
| 2002 | F2002  | Ferrari 051 V10 | B     | 2  | Rubens Barrichello  |     |     |     | 2   | DNS | 2   | 7   | 3   | 1   | 2   | DNS | 4   | 1   | 2   | 1   | 1   | 2   | 207*1 (221) | 1°      |  |
|      |        |                 |       |    |                     |     |     |     |     |     |     |     |     |     |     |     |     |     |     |     |     |     |             |         |  |
|      |        |                 |       |    |                     | AUS | MAL | BRA | SMR | ESP | AUT | MON | CAN | EUR | FRA | GBR | GER | HUN | ITA | USA | JAP |     |             |         |  |
| 2003 | F2002  | Ferrari 051 V10 | B     | 1  | Michael Schumacher  | 4   | 6   | Ret | 1   |     |     |     |     |     |     |     |     |     |     |     |     |     | 32*2 (158)  | 1°      |  |
| 2003 | F2002  | Ferrari 051 V10 | B     | 2  | Rubens Barrichello  | Ret | 2   | Ret | 3   |     |     |     |     |     |     |     |     |     |     |     |     |     | 32*2 (158)  | 1°      |  |

* Campeão da temporada.
↑1  Até a terceira prova do campeonato utilizou o chassi F2001 marcando 14 pontos.
↑2  O restante da temporada utilizou o chassi F2003-GA marcando 126 pontos.